# Brynjudalur
De Brynjudalur is een ondiepe vallei aan het einde van het Hvalfjörður (walvisfjord) in het westen van IJsland, en is naar de rivier Brynjudalsá genoemd. Deze rivier heeft haar oorsprong in het Gagnheiði bergmassief en mondt uit in de Brynjudalsvogur dat onderdeel van de grote Hvalfjörðurfjord uitmaakt. Vlak voordat het riviertje in de fjord stroomt, ligt er nog eerst de Skorhagafoss. Ten noorden van deze vallei, aan de andere kant van de 391 meter hoge berg Múlafjall, ligt Botnsdalur.